# بقعة النفايات في شمال المحيط الأطلسي

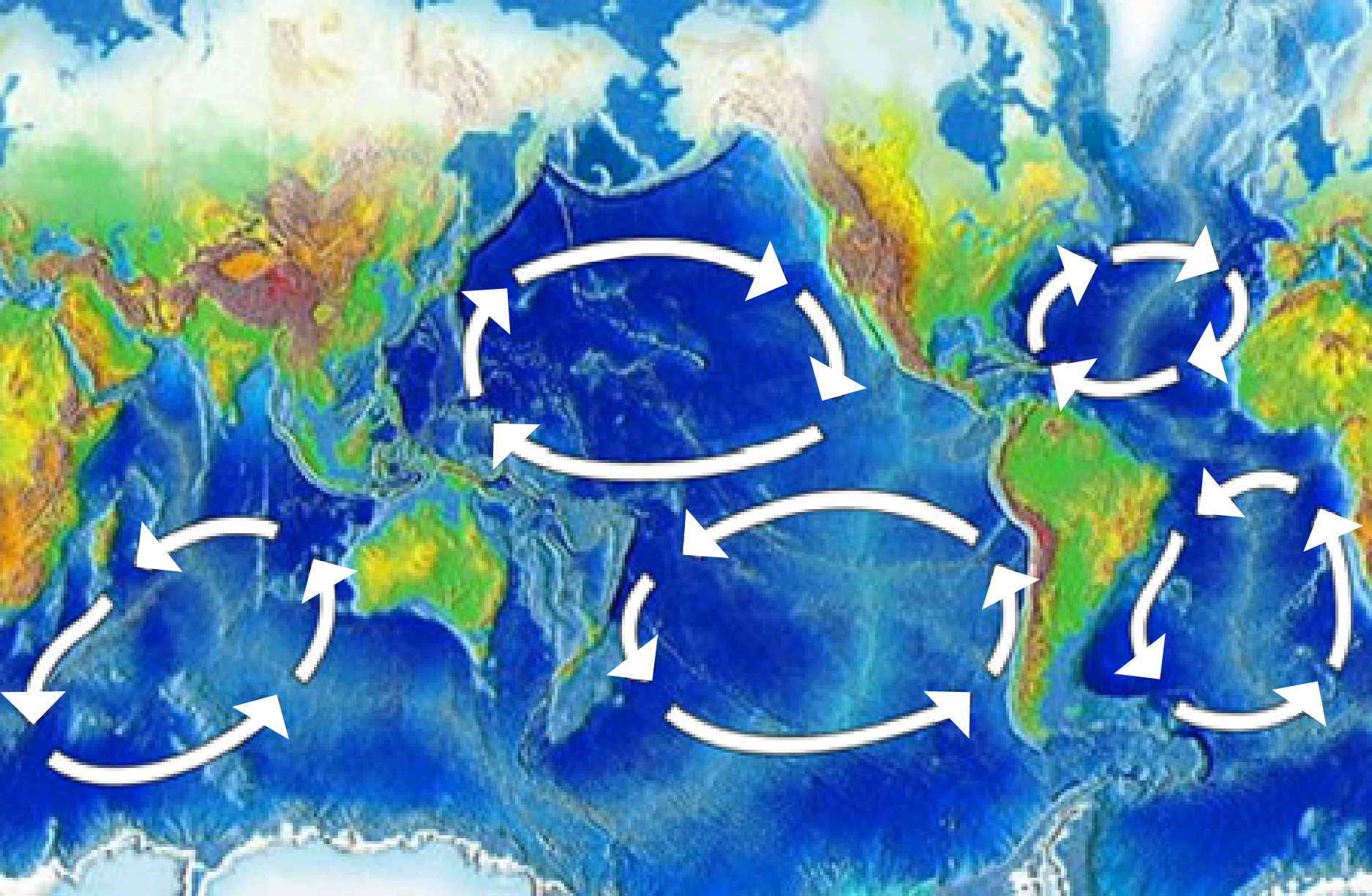
الدوامات المحيطية الخمس الكبرى

بقعة النفايات في شمال المحيط الأطلسي هي منطقة من الحطام البحري والنفايات من صنع بشري وجدت عائمة في شمال المحيط الأطلسي، وثقت لأول مرة عام 1972. قُدِّر حجم البقعة بعدة مئات من الكيلومترات، مع كثافة تزيد عن 200 ألف قطعة من الحطام في كل كيلومتر مربع وفق الدراسة البحثية التي أجرتها جمعية التعليم البحري واستمرت 22 عاماً.
يُعتقد أن مصدر الحطام البحري في البقعة من النفايات البشرية التي تنتقل من الأنهار إلى المحيط، وتتكون بشكل أساسي من البلاستيك. تشكل هذه البقعة خطراً كبيراً على الحياة البرية والبشر بسبب استهلاك البلاستيك والتفاعلات الناتجة عنه. لا توجد حتى الآن أي جهود حقيقية للتوعية حول مخاطر هذه البقعة أو العمل على تنظيفها، بخلاف الجهود الكبيرة لتنظيف البقعة الموجودة في بقعة النفايات الكبيرة في المحيط الهادئ.

## خصائص البقعة

### الموقع والحجم
تتواجد البقعة بين خطي العرض 22 إلى 38 شمالاً، أما حدودها الغربية والشرقية فهي غير واضحة. تتحرك منطقة الحطام بمقدار يصل إلى 1600 كم (990 ميل) شمالاً وجنوباً بشكل موسمي، وقد تتحرك إلى الجنوب بشكل أكبر أثناء حدوث ظاهرة تذبذب النينيو الجنوبي. تُقدر مساحة البقعة بمئات الكيلومترات، بكثافة تزيد عن 200 ألف قطعة من الحطام لكل كيلومتر مربع (قطعة واحدة لكل خمسة أمتار مربعة). بقي تركيز البلاستيك في بقعة شمال الأطلسي ثابتاً على الرغم من أن الإنتاج العالمي للبلاستيك قد زاد بمقدار خمسة أضعاف خلال الدراسة التي استمرت 22 عاماً، وقد يكون السبب في ذلك هو غرق البلاستيك تحت سطح البحر أو انقسامه إلى أجزاء صغيرة يمكن أن تمر عبر الشبكة المعدة للدراسة.

### المصدر
تنشأ بقعة شمال الأطلسي من النفايات البشرية التي تنتقل من الأنهار القارية إلى المحيط الأطلسي، وبمجرد وصولها للمحيط تبدأ بالتجمع مع بعضها في كتل كبيرة. يتكون سطح البقعة من مواد بلاستيكية دقيقة مثل البولي إيثيلين والبولي بروبيلين التي تشكل مواد منزلية شائعة، ومن المواد الأكثر كثافة والتي يُعتقد أنها موجودة تحت سطح البحر البولي إيثيلين تيريفثاليت الذي يُستخدم لصنع المشروبات الغازية وزجاجات المياه، ومع ذلك فإن هذه المواد البلاستيكية الأكثر كثافة لا تُلاحظ في بقعة شمال المحيط الأطلسي لأن طرق جمع العينات لا تسمح إلا بأخذ النفايات الموجودة على السطح.

## أبحاث
جمعت دراسة مشتركة أجرتها جمعية التعليم البحري ومؤسسة وودز هول لعلوم المحيطات وجامعة هاواي في مانوا، عينات بلاستيكية في غرب شمال المحيط الأطلسي والبحر الكاريبي بين أعوام 1986 – 2008. قام ما يقرب من 7000 طالب بإجراء 6136 عملية سحب عينات من النفايات السطحية على متن سفن الأبحاث على مدار 22 عاماً، ما أدى للحصول على أكثر من 64 ألف قطعة بلاستيكية. طور نيكولاي ماكسيمينكو من جامعة هاواي في هونولولو نموذجاً حاسوبياً لوصف كيفية تراكم المواد البلاستيكية من التيارات السطحية المتقاربة لتشكيل بقع النفايات. يستخدم النموذج بيانات من أكثر من 1600 مسار تتبعته الأقمار الصناعية. وقد أثبتت البيانات التي جمعها الطلاب صحة نظرية ماكسيمنيكو، وتمكن الباحثون من التنبؤ بنجاح بتراكم البلاستيك في شمال المحيط الأطلسي.

## التأثير على البشر والحياة البحرية

### استهلاك البلاستيك
أصبحت الكائنات الحية أكثر عرضة لضرر استهلاك البلاستيك والتفاعل معه، ويعتقد أن 23% من الثدييات المائية وأكثر من 36% من الطيور البحرية قد عانت من أضرار وجود البلاستيك في المحيط، ونظراً لأن ما يصل إلى 70% من النفايات تتواجد في قاع المحيط، والبلاستيك الصغير قرب السطح، فإن هذه النفايات ستؤثر على كل مستويات السلسة الغذائية.